# Messaggi di avvertimento a lungo termine sulle scorie nucleari

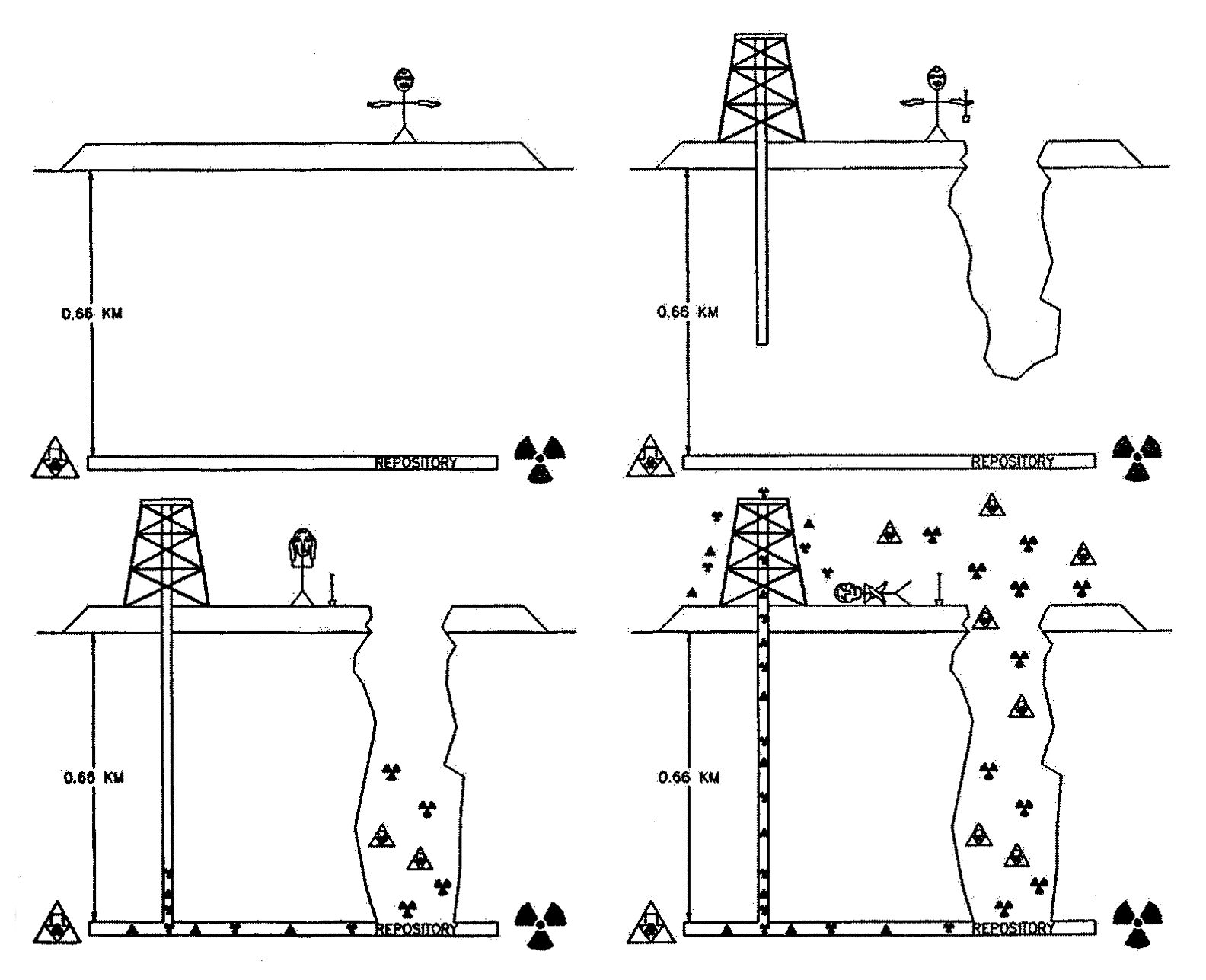
Immagine proposta per avvisare dei pericoli delle scorie nucleari sepolte nell'impianto pilota di isolamento dei rifiuti

I messaggi di avvertimento a lungo termine sulle scorie nucleari sono deterrenti utilizzati per scoraggiare l'intrusione umana nei depositi di scorie nucleari in un periodo molto ampio, anche superiore a 10.000 anni. La semiotica nucleare è un campo di ricerca interdisciplinare, condotto per la prima volta dalla Task Force sulle interferenze umane nel 1981.
Un rapporto del 1993 dei Sandia National Laboratories raccomandava che qualsiasi messaggio di questo tipo dovesse comprendere quattro livelli di complessità crescente:
- Livello I: Informazioni rudimentali: "Qualcosa di artificiale si trova in questo luogo"
- Livello II: Informazioni cautelative: "Qualcosa di artificiale si trova qui ed è pericoloso"
- Livello III: Informazioni di base: indicazioni su cosa, perché, quando, dove, chi e come
- Livello IV: Informazioni complesse: spiegazioni dettagliate, tabelle, figure, grafici, mappe e diagrammi

## Tipo di messaggio
Il rapporto della Sandia mirava a comunicare una serie di messaggi non linguistici a tutti i futuri visitatori di un sito di smaltimento. È stata fornita una descrizione come esempio di ciò che il messaggio dovrebbe comunicare:
L'invio di questo messaggio è stato importante per noi. Ci siamo considerati una cultura potente.
Questo posto non è un luogo onorevole... qui non viene commemorata alcuna nostra azione... qui non c'è nulla di prezioso.
Ciò che è qui è stato pericoloso e ripugnante per noi. Questo messaggio è un avvertimento sul suo pericolo.
Il pericolo è in una posizione particolare ... aumenta verso un centro ... il centro del pericolo è qui ... è di una dimensione e forma particolare, e si trova sotto di noi.
Il pericolo è ancora presente, ai tuoi tempi, come lo era nei nostri.
Il pericolo è per il tuo organismo ed è potenzialmente mortale.
Il tipo di pericolo è una particolare emanazione di energia.
Il pericolo è scatenato solo se disturbi fisicamente questo posto. E' meglio evitare questo posto e lasciato disabitato.»

## Messaggi scritti

Segnale descritto come "piccolo segnalatore del sottosuolo" da seppellire casualmente in gran numero nell'impianto isolamento dei rifiuti

Il Waste Isolation Pilot Plant ha condotto ricerche approfondite sullo sviluppo di messaggi scritti o pittorici per avvertire le generazioni future. Poiché è improbabile che le lingue scritte di oggi sopravvivano, il team di ricerca ha preso in considerazione pittogrammi e l'architettura ostile oltre ad esse. I testi sono stati proposti per essere tradotti in ogni lingua scritta delle Nazioni Unite. 

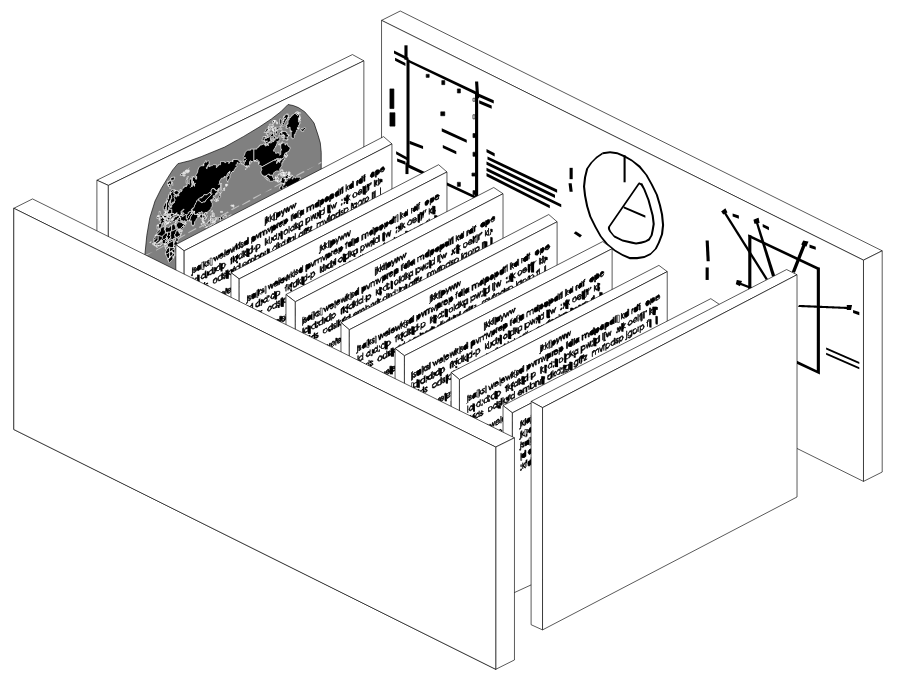
Progetto per un centro informazioni presso il Waste Isolation Pilot Plant

I progetti concettuali per il Waste Isolation Pilot Plant includevano un "Centro informazioni" nel centro del sito. L'edificio sarebbe una struttura aperta di granito solido o cemento contenente messaggi di livello 4. Nei piani era incluso anche un suono sibilante distintivo quando il vento soffiava attraverso di esso, per attirare l'attenzione su di sé.
Lavorando come parte della Task Force sull'interferenza umana nel 1981, Vilmos Voigt dell'Università Eötvös-Loránd (Budapest) ha proposto l'installazione di cartelli di avvertimento nelle più importanti lingue globali attorno a qualsiasi posizione di stoccaggio del terminale. Col passare del tempo, sarebbero stati aggiunti ulteriori cartelli traducendo i precedenti.

## Segnalatori fisici
Il rapporto Sandia ha esplorato anche progetti di segnalatori fisici in grado di trasmettere il concetto di emissioni pericolose, forme che evocano danni fisici e il concetto di "terra che appare distrutta o avvelenata". I disegni suggeriti includevano:
Spine
Una massa di molti spuntoni di dimensioni irregolari che sporgono dal terreno in tutte le direzioni.
Punte acuminate
Una serie di punte estremamente grandi che emergono dal terreno con diverse angolazioni.
Spine distribuite attraverso la griglia
Una grande griglia quadrata, attraverso la quale sporgono grandi punte a vari angoli.
Cumuli minacciosi
Grandi cumuli di terra a forma di fulmini, emanati dai bordi di un quadrato. Le forme sarebbero visibili dall'aria o dalle colline artificiali costruite intorno al sito.
Buco nero
Un'enorme lastra di basalto o cemento tinto di nero, che rende la terra inabitabile e inarmabile.
Paesaggio distrutto
Una grande pila quadrata di roccia, che avrebbe dato la sensazione che qualcosa fosse stato distrutto.
Blocchi proibitivi
Una rete di centinaia di blocchi di pietra delle dimensioni di una casa, tinti di nero e disposti in una griglia quadrata irregolare, che suggerisce una rete di "strade" che sembrano minacciose e non conducono da nessuna parte. I blocchi hanno lo scopo di rendere una vasta area del tutto inadatta per l'agricoltura o altri usi futuri.

## Memoria culturale
In Europa, i modelli di allerta si basano principalmente sull'integrazione delle strutture di smaltimento dei rifiuti all'interno della società, in modo che le informazioni sulla loro presenza possano essere trasmesse di generazione in generazione.
Il linguista Thomas Sebeok, basandosi sui precedenti lavori di Alvin Weinberg e Arsen Darnay e lavorando come parte della Human Interference Task Force, ha proposto la creazione di un sacerdozio atomico, un gruppo di esperti simili ai preti cattolici con il compito di conservare la conoscenza delle posizioni e dei pericoli delle scorie radioattive attraverso rituali e miti.
Lo scrittore inglese francese Françoise Bastide e il semiotico italiano Paolo Fabbri hanno proposto che i gatti domestici vengano geneticamente modificati per cambiare colore in presenza di pericolosi livelli di radiazioni. Il significato di questi "gatti radioattivi" dovrebbe poi essere rafforzato nella popolazione attraverso la creazione di fiabe e miti su di essi.

## Filmografia
- Into Eternity, un documentario finlandese su come il Deposito geologico di Onkalo tenta di risolvere il problema.